# 對伊利沙伯二世之死的反應
前英國及英联邦王国女王伊麗莎白二世於2022年9月8日逝世，世界各地紛紛對此做出反应。

## 英國

### 政治人物
- 英國首相伊丽莎白·特拉斯就女王的駕崩發表聲明，表頌她為“現代英國的基石”。[1]
  - 伊麗莎白二世的繼任者英王查爾斯三世於英國當地時間（BST）9月9日下午6點向全國和英聯邦發表了他的第一次演講。他在其中哀悼並悼念他已故的母親。與此同時，查爾斯宣布他的兒子威廉為威爾士親王。他在演講中說：“致我親愛的媽媽，當您開始與我親愛的已故爸爸團聚的最後一段偉大旅程時，我只想說一句：謝謝。感謝您對我們的家庭以及您這些年來辛勤服務的國家大家庭的愛和奉獻。願天使的飛行歌唱你安息”。
  - 前首相约翰·梅杰爵士說：“70年來，女王陛下致力於服務我們的國家和福祉。在她的任職生涯中，无私而又明智地爲我們作貢獻，惊人地慷慨地對待每一個人。這就是他生活，和管治的一生寫照。對於英聯邦和整個世界而言，她体现了我们國家的核心價值，因此在世界各地都備受尊敬和尊重”。[2]
  - 前首相托尼·布莱尔爵士说：“我们不只是失去了我们的君主，更是失去了我们國家的母親，这個身份比任何其他身份都更能讓國家更團結，我們亦不要丟失我們的美德，重視我們英國人的一切重要價值”。[3]
  - 前首相戈登·布朗说：“今晚，英國、英聯邦、乃至整個世界，我們都萬衆一心，哀悼伊莉莎白二世女王。我本人也對皇室表示真诚的哀悼。让她在和平中休息”。[4]
  - 前首相戴维·卡梅伦爵士说：“在这個莊嚴而又悲傷的时刻，我向英王和整個王室，對英女王伊莉莎白二世的駕崩表示深切的哀悼”。[5]
  - 前首相特蕾莎·梅發表了一篇长篇聲明，她说：“陛下目睹時代中巨大的变化，随着时间的推移，但總是巧妙地提供國民稳定的生活和自信的心境。她在整個伟大的伊丽莎白时代是我們一切的基石。擔任她的總理是我一生的榮幸，我們與她的家人們感同身受。天佑吾王”。[6]
  - 前首相鲍里斯·约翰逊说：“这是我们國家最悲傷的一天。在我们每一個人的心中女王駕崩时，都會感覺到是我們的損失——我們的悲傷也许比我们預期中要强烈得多。就像每一個人类一样，只有当我们需要直面損失时，我们才真正感受到有事發生了。 虽然我们的聲音可能仍然被悲傷淹沒，但我们可以自信地说出七十多年来没有在这個國家听到的一句話。天佑吾王”。[7]
  - 時為下議院官方反對黨的工黨領袖凱爾·斯塔摩爵士说：“我們在位時間最久最偉大的君主，在政治衝突上，她代表的不是為國家奮鬥的目標，而是它所達成的共識”。[8]

- 蘇格蘭首席大臣尼古拉·斯特金在Twitter上說：“伊麗莎白女王陛下的駕崩對英國、英聯邦和世界來說都是一個悲傷的時刻。她的一生寫滿了非凡的奉獻和服務。我代表蘇格蘭人民，向國王與王室表達我最深切的哀悼”。[9]

- 威爾士首席大臣馬克·德雷克福特表示，聽到女王駕崩的消息“使我難以置信的悲傷”，“在這個悲傷的時刻，我代表威爾士人民向女王陛下的家人表示最深切的哀悼”。德雷克福德在一份聲明中補充說：“女王陛下統治著英國和英聯邦，堅定地維護著英國君主制的價值觀和傳統”。[10]
- 北愛爾蘭候任首席大臣米歇爾·奧尼爾說：“就我個人而言，對伊麗莎白女王促進我們兩個島嶼之間的和平與和解，作出的重大貢獻與堅定努力表示感謝。在整個推進和平的進程中，她以身作則，與我們愛爾蘭人建立了關係，對她和她的政府有著不同的政治效忠和抱負”。[11]
  - 民主統一黨領袖傑福瑞·唐納森說：“這是最令人悲傷的消息，我們的心都碎了。女王陛下是一位了不起的女士，我有幸多次會見她，包括在希爾斯伯勒城堡之中。今晚整個北愛爾蘭的人們都會因為失去這位了不起的女王而深感悲痛。毫無疑問，女王陛下在幫助和解方面至關重要。她訪問都柏林是英愛關係史上一個宣洩的時刻”。[12]

- 曼島首席大臣阿爾弗雷德·坎南（英语：Alfred Cannan）對女王表示感謝和敬意：“得知女王陛下駕崩，我們都深感悲痛。在她悠長的統治期間，女王——我們的曼島領主——一直是力量、穩定、可靠和持續照亮我們的的燈塔。 她一生致力於服務人民，為我們所有人樹立榜樣。 在這個悲傷的時刻，我代表曼島政府和人民，向王室表示最誠摯的哀悼”。[13]

### 公众人物
黑色安息日的主唱明星奥兹奥斯本在Twitter上說：“我与國家一起哀悼我们最伟大的女王的逝世。我必須怀着沉重的心情说，英國不可以沒有伊莉莎白二世女王。”他还分享了一张伊丽莎白的照片。
米克·贾格尔爵士、保罗·麦卡特尼爵士和埃尔顿·约翰爵士也在社交媒体上向女王致敬。
湯·鍾士爵士写道：“伊莉莎白二世女王在我的一生中一直陪著我。在困难时期她也令人安心，她的奉献精神无可挑剔，她對职责的承诺无与伦比，我很荣幸也很幸运能见证她的统治。我向王室致以最深切的同情，并感激地说，願吾王萬壽無疆。”
加里·莱因克尔在宣布女王去世向女王致敬。他在Twitter上写道：“这是非常悲傷的一天。女王陛下已经去世。作爲女人她十分了不起，她以自己的尊严、忠诚和优雅为國家服務。”“在我們的生活中成爲一種心理安慰。安息，陛下”。
史蒂芬·弗莱承认，在听到女王去世的消息后，他“抽泣”。他写道：“哦，亲爱的。天啊。天啊。祝福我的灵魂。哦，上帝。（原文如此）哎呀，”在另一篇文章中，他補充说：“我不知道我为什么哭泣，真是傻。唉，亲爱的。”
艾爾頓·強向女王表達敬意，稱“她从童年到现在都是我生命中重要的一部分，我会非常想念她”，还表示女王一直是“鼓舞人心的存在”。约翰在女王去世那天在多伦多演出，他说：“她以优雅、体面和真诚的温暖带领这个國家度过了我们最黑暗的时刻”。
厨师戈登·拉姆齊在他的Twitter账户上发布了一张女王的照片，并附上了以下敬文：“我們會十分想念她，她是一位真正了不起的女性，她为英國和全世界的所有人付出了很多。她是如此谦虚、无私奉献。在她数十年的服務中對我们产生如此重大影响的人。陛下，安息。”
泰森·福里发布了女王的照片，伴随着简短的致敬：“今晚与我的女王一起思考和祈祷，愿上帝与你同在。”
雷吉·杰克逊說：他扮演了一個虚构的自己，任务是暗杀女王。裸体的枪，发布了一條推文，指出“现在我们都知道我是无辜的！阿门！RIP女王E！”

### 其他机构
在白金漢宮宣布女王駕崩后，RMT和阿斯莱夫工会暂停原定於9月15日和17日举行計劃中的火车罢工。皇家邮政計劃在第二天举行的罢工也宣佈暂停。
剑桥大学校长史蒂芬·杜思齊博士教授在大学网站上的一份聲明中表示：“这個消息给整個英國，英聯邦，特别是皇室成员带来了巨大的悲痛，我们向他们表示衷心的哀悼。 女王陛下的统治定义了20世纪和21世纪初的英國。 女王陛下對公共服務和共同利益的奉献、她的尊严、她的责任感和她强烈的道德指南针将永远是一個鼓舞”。
牛津大学校監、末任香港總督彭定康在女王駕崩后在他们的网站上發表了一份聲明，赞扬她卓越统治的成就和长度，以及英國和世界在她统治期间所经历的变化和挑战。
德比大学副校长凯瑟琳·米切尔（Kathryn Mitchell）教授将女王70年的统治描述为“一项了不起的成就”，并補充说“她的承诺和领导力對我们所有人都是一种鼓舞”。
斯塔福德郡大学和基尔大学发言人通过爱丁堡公爵和女王过去的访问来表达他们的敬意。
青年共产主义联盟就伊丽莎白·温莎駕崩发表声明《现在，为了共和国》，指伊丽莎白·温莎是种族主义和殖民主义的象征，要求废除君主制，代之以经选举产生的国家元首，建立真正的共和国。

### 运动
該数字化、文化、媒体和体育部 （DCMS）在正式宣布駕崩几小时后首次向体育机构发布指导，这导致了不同的反应，并且最初不确定体育赛事是否会在9月11日周末进行。
- 板球运动
  - 該英國板球委员会暂停所有原定於9月9日举行的赛程，包括英格兰和南非之间的第三次测试 (第一天因天气原因已被取消) 及2022瑞切尔*海霍*弗林特奖杯。[30]
- 骑自行车
  - 其餘的2022年英國之旅被取消，該活动在八個阶段中的第五個阶段后宣布完成。[31]
- 足球
  - 英超联赛推迟了定於9月9日举行的比赛，并表示将咨询数字化、文化、媒体和体育部關於周末是否会有其他比赛。英格兰足球联赛[29]，Nifl英超和苏格兰职业足球联赛（SPFL）紧随其后取消。[32]
  - 欧足联欧洲联赛9月8日继续进行比赛，其中設有默哀環節，當日所有球员都戴上黑色臂章。[32]
- 赛马
  - 英國赛马管理局已下令暂停所有赛事至9月9日。[32]
- 高尔夫球赛
  - BMW PGA錦標賽已暂停，直至另行通知。9月9日将不举行比赛，所有设施将關闭。[32][33]
- 橄榄球
  - 英超橄榄球杯推迟了原定於9月8日举行的比赛。關於进一步比赛的决定正在等待中。[32]
  - 橄榄球超级联赛将於9月9日进行一场预定的季后赛比赛，所有球员都戴着黑色臂章，設有默哀環節。[32]
  - 該苏格兰橄榄球联盟将所有比赛推迟到9月10日的周末。[32]

## 英聯邦

### 澳大利亞
- 澳洲联邦议会将至少休会两周[34]

#### 政壇（前）領導階層
- 澳大利亞前總理托尼·阿博特在發表講話時說：女王去世是“澳大利亞人的巨大損失”。他回憶起伊麗莎白二世女王是“一個經歷了很多喧囂和動盪，但仍然表現出謙虛和永恆的平靜的人”。他還將君主描述為“永遠在快速變化中罕見地令人放心”，並說她“對職責的奉獻和對自我的服務是她統治的標誌”。“人类历史上其他人的死訊不会像伊莉莎白二世一样广泛地影響所有人。几乎没有一个活着的人仍然记得一个没有女王的世界。 这就是为什么她的去世会让数十亿人感到麻木，当然更多的是那些英语國家以及更广泛的英聯邦國家的人，對他们来说，君主制是最重要的”。[35]
- 總督大衛·赫利說：“當我回想起自己的記憶時——她是我一生的女王——我想起了女王陛下的尊嚴和同情心，她的奉献精神和不知疲倦的工作态度。还有她的无私和對她所服務的人民的坚定承诺。敬我们。她的去世将令所有澳洲人悲痛，全世界都将感同身受”。[36]
- 前總理保羅·基廷说：“她是大家的典范，一生奉行政治克制，永远是立宪君主。她异常漫长而专注的统治不太可能重现，不仅在英國，而且在整个世界都是如此。 随着她的离去，她的榜样仍然与我们同在，献身於一个终身使命，在她看来，什么是永恒的好和正确的价值”。[37]
- 前總理約翰·霍華德说：“不管我们對憲法安排的看法是什么，每个人都知道我的看法，我们都应該停下脚步，尊重这种不可思议的生活...我自己与她打交道的那些日子為我留下深刻印象，女王很有幽默感”。[38]
- 前總理陆克文在Facebook上发貼文稱赞女王：“對我们大多数人来说，女王在我们生活中不可或缺。她會流芳於世，不僅僅因为她的统治，还因为她的坚定不移，她的责任感和她對家庭的奉献...无论是共和党人还是君主主義者，这个噩耗都會影響著澳洲人”。[39]
- 前總理朱莉娅·吉拉德说：“我们有記憶以來，女王就一直是一个强大的存在。她是一个了不起的榜样；年轻时，她肩负着服務社会的责任，在她统治期间，她以优雅、奉献和尊严接受了这份责任。女王将作为一位见证并影响了现代历史发展轨迹的君主而留名於世”。[37]
- 前總理麦肯·腾博说：“今天，我们在哀悼伊丽莎白女王去世的同时，在悲痛中团结在一起。她漫长的服務生涯激励了整个世界，她在经历了70年的动荡和变化之后，表现得平静而亲切。再见，安息，陛下”。[40]
- 前總理斯科特·莫里森在Facebook上发貼文稱赞女王：“女王陛下的逝世，标志着一个优雅、力量、尊严和责任的非凡而历史性的统治伊莉莎白二世的结束。女王陛下是英聯邦的支柱，也是许多人生命中的支柱，她的坚韧不拔使他们得以继续前行。在她漫长的统治期间，她怀着深深的热情、热情、兴趣和對所有國家和人民的友好喜爱生活着，她作为女王陛下服務过所有國家和人民，他们有幸稱她为他们的女王，特别是澳洲”。[41]
- 綠黨黨魁亞當·賓德在Twitter呼籲澳洲應該「向前邁進成為共和國」，隨後被輿論批評其不尊重以及利用英女王之死爭取政治本錢。[42]

#### 州或地区領導人
- 新南威尔士州州长多米尼克·普羅特[43]
- 维多利亚州州长丹尼爾·安德魯斯[44]
- 昆士兰州州长白樂琪[45]
- 西澳大利亚州-州州长马克·麦高文和前州长科林·巴尼特[46][47]
- 南澳洲州长伯多祿·馬林瑙斯卡斯（英语：Peter Malinauskas）[48]
- 塔斯马尼亚州州长傑里米·洛克利夫（英语：Jeremy Rockliff）[49]
- 首都特區議員安德魯·巴爾[50]
- 北部地区首席部长娜塔莎·菲爾斯（英语：Natasha Fyles） [51]

### 紐西蘭
- 紐西蘭總理傑辛達·阿德恩得知伊麗莎白女王的死訊後十分悲痛。據她說，“無論男女老少，毫無疑問，這是傳奇篇章的完結。我們感謝這位了不起的女人，我們也有幸可以稱她為女王，她太棒了。”此外，阿德恩表示女王是“非凡的”、“令人難以置信的女人”和“我們生活中的永恆”。“我代表紐西蘭人民向皇室成員表達我們對女王最深切的哀悼。對我們來說，她是一位備受欽佩和尊敬的君主，對他們來說，她是我們的母親，我們的祖母”。[52]

### 加拿大
- 加拿大聯邦總理賈斯汀·杜魯多在Twitter上發表聲明，對女王的逝世表示哀悼。他後來在溫哥華的一次內閣會議上發表了補充評論，稱女王是他最喜歡的人之一，整個加拿大都在哀悼。[53][54]
  - 女王大学在該校網站上發表聲明：“女王大学與英國、加拿大和世界各地的人們一起哀悼女王伊麗莎白二世陛下的逝世，她享年96歲。今年早些时候，世界庆祝了她的白金禧，标志着她作为女王70周年，是任何英國君主中最长的统治。她對自己的國家和人民的承诺和奉献精神得到了全世界的认可。”大学正下半旗致哀。
  - 不列顛哥倫比亞大學校長圣奥诺（英语：Santa Ono）發表了一份關於女皇陛下去世的聲明：“伊丽莎白女王的逝世标志着一个时代的结束，不仅對王室来说，對世界来说。我们對她的摯愛和家人表達沉痛哀悼。我们希望標志著她的礼貌和恩典的遺志将在她在这里接触过UBC生活的所有人的心中永存。”并宣佈在校址内降半旗默哀。[55]
  - 多倫多大學校长梅里克·格特勒（英语：Meric Gertler）在學院网站上發表聲明：“她對职责的忠诚一直是加拿大人几代人以及世界各地无数其他人的能量來源。 事实上，很难想象一个没有她的世界。”并宣佈在3個校园内降半旗默哀。[56]
  - 滑鐵盧大學校長維維克·高爾（英语：Vivek Goel）在大学网站上發表了一份聲明：“作为加拿大统治时间最长的君主和國家元首，她對我们國家和世界各地的许多生活習慣都产生了影响。我也明白，女王陛下与加拿大的许多土著人民有着特殊的關系。”并宣佈在校园内降半旗默哀。[57]
  - 西安大略大学校長薛柏倫發表聲明：「由登上皇位的那一刻起，伊利沙伯女皇就將她的一生奉獻給了職責與服務。作為一位深受愛戴和尊敬的君主，她與加拿大的特別連結及感情是眾所周知的。西安大略大學社群與所有加拿大人一同紀念她非凡的一生。」並宣布在校園下半旗致哀。[58]

### 印度
- 印度總理納倫德拉·莫迪在官方Twitter上說：“女王伊麗莎白二世陛下將被銘記為我們這個時代的堅強後盾。她為她的國家和人民提供了鼓舞人心的領導力。她在公共生活中體現了尊嚴和體面。我們為她的死而感到痛苦。在這個悲傷的時刻，我的心與她的家人，與英國人民同在。我在2015年和2018年訪問英國期間與英國女王伊麗莎白二世舉行了難忘的會面。我永遠不會忘記她的熱情和善良。在一次會議上，她向我展示了聖雄甘地在婚禮上送給她的手帕。我會永遠珍惜那個姿態”。[59][60]
  - 總統德拉帕迪·慕爾穆向英國人民表示哀悼，她說：“隨著英國女王伊麗莎白二世的去世，世界失去了一位偉大的人物。自从她领导她的國家和人民超过70年以来，一个时代已经过去了。我同英國人民一样感到悲痛，并向他们的家人表示衷心的慰问”。[61]
  - 西孟加拉邦首席部长瑪瑪塔·班納吉（Mamata Banerjee）在其官方Twitter账户上發表聲明稱：“我對英國王室和英國人民對女王伊莉莎白二世陛下的逝世表示哀悼。一个时代结束了，英國在位时间最长的君主离开了她的天堂般的住所”。[62]

### 巴基斯坦
- 巴基斯坦總理夏巴茲·謝里夫表达了他的哀悼，并表示該國与世界、英國和英聯邦一起进行哀悼。[63]
  - 總統阿里夫·艾維也就伊丽莎白女王陛下的不幸去世向英國皇室、政府和人民表示誠摯的哀悼。[64]

### 孟加拉國
- 孟加拉國總理謝赫·哈西娜向英國王室和英國人民表示哀悼，並宣布哀悼三天。[65]

### 马来西亚
- 马来西亚最高元首苏丹阿都拉与最高元首后东姑阿兹莎阿米娜通过官方Facebook发文吊唁，表示对伊丽莎白二世女王对英联邦坚定不移的承诺铭记在心，作为英联邦一员的大马也对女王致力推动强化两国关系的努力引以为傲。伊丽莎白二世女王陛下也将基于她对英国人民和政府的奉献，还有对人民福祉的深切关注而被铭记[66]。两人也定于9月19日前往英国威斯敏斯特教堂出席为伊麗莎白二世女王举行的国葬仪式[67]。

- 柔佛苏丹依布拉欣·依斯迈与苏丹后拉惹查丽苏菲亚在官方Facebook发贴文悼念英女王，并就伊丽莎白二世的逝世向英国王室、政府和人民表示哀悼和悲痛。柔佛王储东姑依斯迈也发文悼念英女王的逝世，并向英国王室表示最深切的哀悼[66]。

- 雪兰莪苏丹沙拉弗丁·伊德里斯沙颁布谕令，雪兰莪州从9月17日至19日降半旗3天，以表示对英国女王伊丽莎白二世的尊重[68]。

- 槟城州元首阿末弗兹颁布谕令，槟城于9月19日英女王依丽莎白二世葬礼当日降半旗，以示致哀[69]。

- 霹雳州苏丹苏丹纳兹林沙颁布谕令，霹雳州从9月17日至19日降半旗3天，以向英女王伊丽莎白二世致哀[70]。

- 森美蘭最高统治者端姑慕力兹颁布谕令，森美兰州于9月19日降半旗，以示对辞世英女王伊丽莎白二世致哀[71]。

- 首相伊斯迈沙比里代表马来西亚向英国政府哀悼，表示伊丽莎白二世的逝世对英联邦和世界来说是一个真正无法弥补的损失。她在维护英国与全球其他国家包括大马的良好关系，将被铭记与珍惜[72]。他于9月15日前往英国驻马来西亚高級專員公署签署弔唁冊，以示对伊丽莎白二世的逝世表达哀悼和尊重[73]。

- 土著团结党英迪拉马哥打国会议员兼外交部長赛夫丁阿都拉在Facebook轉達了馬來西亞對伊麗莎白二世女王逝世的哀悼。“馬來西亞就伊麗莎白二世女王的逝世向君主的家人、人民和政府表示誠摯的哀悼”[74]。

- 土保党山都望国会议员兼首相署部长旺朱乃迪在Facebook发文对英女王伊丽莎白二世的逝世感到震惊和悲伤，她一生为英国人民服务和激励其它人，并向英国皇室致以衷心的哀悼[75]。

- 巫统林茂国会议员兼卫生部长凯里·嘉马鲁丁在推特代表马来西亚就伊丽莎白二世女王的逝世向英国王室和人民表示最深切的哀悼。马来西亚作为英联邦的一员，对女王多年来优雅而有尊严的领导表示敬意[76][77]。

- 马华公会会长兼交通部长魏家祥发文悼念表示，女王一生为英国和全球做出许多贡献，女王更是十分重视英国和大马两国邦交和友好关系。伊丽莎白二世女王的逝世对英国和全球而言是巨大损失，她在位70载也见证英国和全球社会繁荣发展，并祝愿英国国王查理斯三世登基后，能承担和延续女王的领导精神[77]。
- 祖国斗士党主席兼前首相马哈迪·莫哈末在推特发文哀悼，表评英女王伊丽莎白二世是君主立宪的典范，女王的离世不仅是英国人的损失，也是相信法治的人们的损失，并提到自己曾在共和联邦会议期间与伊丽莎白二世多次见面。马哈迪也表示没想到比他小一岁的女王会这么快去世，愿她安息[78][79][80]。
- 民主行动党主席兼峇眼区国会议员林冠英在推特[81]和Facebook发文对英女王伊丽莎白二世的逝世向英国政府和王室致以最深切的哀悼。槟城人民将永远记得英女王曾于1972年造访东方之珠。愿女王在归于尘土中获得永生[82]。

### 新加坡
- 新加坡總理李显龙通过他的Facebook表达哀悼，“向國王查理三世和所有其他皇室成员、首相伊丽莎白·特拉斯和英國人民表示慰问”。新加坡國會将在2022年9月12日默哀一分钟，葬礼当天将下半旗默哀。[83]

### 巴布亚新几内亚
- 巴布亚新几内亚總理詹姆斯·马拉佩發表聲明，指英國“亲切地稱女王为‘女王妈妈’，因为她是國家的女主人，就像她對主權王國與對待她的家庭別無二致”。他说，女王是“我们英聯邦的锚”。[84]

### 巴哈马
- 巴哈马總理菲利普·戴维斯代表自己和巴哈馬人民向王室表示哀悼，他下令全國降半旗哀悼。[85]

### 巴巴多斯
- 巴巴多斯總統桑德拉·梅森表示哀悼。注意到巴巴多斯在成為議會制共和國不到一年前就取消了伊麗莎白二世女王的職務，使梅森成為該國的第一任總統，她說：“鑑於巴巴多斯在大英帝國幾個世紀以來一直佔據的位置，這一決定雖然意義重大，但它絲毫沒有削弱我們兩國之間的友誼，甚至沒有削弱我們與白金漢宮之間的友誼”。[86]

### 多米尼克
- 多米尼克總理羅斯福·斯凱里特通过Twitter代表多米尼克政府和人民表示哀悼。[87]

### 牙买加
- 牙買加總理安德魯·霍爾內斯稱女王為“牙買加的親密朋友”，並表示哀悼。國會議員米凱爾·菲利普斯表示，他希望查理三世國王的即位將帶領首相霍爾內斯“更快地”取消英國君主作為牙買加國家元首的地位。[88]

### 斐济
- 斐濟總理弗兰克·姆拜尼马拉马說：“我們非常感激她願意對斐濟進行工作訪問。每時每刻都是一種祝福，她的勇氣和睿智的態度讓人們感到舒適和鼓舞，甚至每個人都能感受到”。[89]

### 马尔代夫
- 馬爾代夫總統易卜拉欣·穆罕默德·薩利赫（Ibrahim Mohamed Solih）對女王的去世表示悲痛，稱她為“公共服務、復原力和對國家和更大國際社會的奉獻精神的光輝榜樣”。[90]

### 圣卢西亚
- 圣卢西亚前總理和现任反對派领导人艾倫·沙塔内内對於女王的去世表示哀悼，但也告诉路透社，他“目前肯定会支持成为一个共和國”。[88]

### 所罗门群岛
- 所罗门群岛政府正計劃设立公共假日以纪念女王的逝世。[91]

### 图瓦卢
- 圖瓦盧外交部在Twitter上写道：“外交部對伊莉莎白二世女王的去世表示哀悼。通过70年的竭诚服務，女王在一个不断变化的世界中提供了稳定，在这一时刻，向女王的家人和亲人表示最深切的哀悼”。[92]

### 塞拉利昂
- 塞拉利昂總統朱利葉斯·馬達·比奧（Julius Maada Bio）對女王的去世表示悲痛，他说：“她的统治以无限的增长、和平和繁荣为标志”。[93]

### 尼日利亚
- 尼日利亚總統穆罕默德·布哈里在其官方Twitter账户上代表其家人和2亿尼日利亚人表示哀悼。他说，伊莉莎白二世是“我國90%的人口所了解的唯一英國君主”。他说，如果没有關於她的一章，尼日利亚的故事就不会完整。他将女王描述为一个“高大的全球人物和杰出的领导人，一生致力於使她的國家、英聯邦和整个世界成为一个更好的地方”。[94]

### 南非
- 南非總統西里爾·拉馬福薩發表聲明表示哀悼，他说：“女王陛下是一位非凡而又举世闻名的公众人物。她的生活和遺志将被世界各地的许多人所深情怀念。女王在位70年期间的承诺和奉献精神仍然是全世界的一个崇高榜样”。[95][96]
  - 曼戈蘇圖·布特萊齊（英语：Mangosuthu Buthelezi）以祖鲁國王米苏鲁·辛科贝利·卡兹韦利蒂尼（英语：Mangosuthu Buthelezi）的传统首相身份發表聲明，向温莎家族表示哀悼，他说：“我个人對女王陛下表示哀悼，多年来我与他有着珍贵的友谊。我很荣幸受到國王陛下的接待，也乌伦迪接待过他。我一直钦佩他對其职责和人民的原则性态度。这无疑是由他敬爱的母亲灌输给他的，她把整个生命都献给了她的國家。她的统治是漫长而值得稱赞的。她對她的人民的真诚關怀和關切永远不会被忘记”。[96]

## 其它国家或地区

### 亚洲
- 日本内阁总理大臣岸田文雄说：伊丽莎白女王为加强日本与英國的關係做出了“巨大贡献”，并補充说她的去世是國際社会的一大損失。岸田还说：“日本政府向英國王室、英國政府和英國人民表示衷心的哀悼”。[97]

- 总统尹錫悅在Twitter上发文表示哀悼，稱“她對人类自由事业有着坚定的信念，留下了伟大的尊严遗产”，“她的善良之心和善举将留在我们的记忆中”。[98]

- 中華民國總統蔡英文在Twitter上向皇室、英國人民和英聯邦表示哀悼，她表示：“對於女王伊麗莎白二世陛下的逝世，我向英國王室、英國和英聯邦表示最深切的哀悼。臺灣紀念並慶祝她的領導和服務生涯，為世界各地的人們樹立了榜樣”。[99]

- 中共中央總書記、中华人民共和国國家主席习近平向英國新任國王查爾斯三世表示慰问，他说：“作为英國历史上在位时间最长的君主，伊莉莎白二世女王受到广泛赞誉。伊莉莎白二世女王是有史以来第一位访问中國的英國君主。她的去世是英國人民的巨大損失。”[100]，国务院總理李克强向英國首相伊丽莎白·特拉斯表示慰问[100]。国家副主席王岐山于9月12日作为代表前往英国驻华大使馆吊唁并在吊唁薄上题词[101]。
- 香港行政长官李家超在一份声明中表示哀悼：「我謹代表香港特別行政區政府及市民，就英女皇伊利沙伯二世的離世，表示深切哀悼。她在位七十年，是英國在位時間最長的君主，備受英國人民尊重、愛戴和讚許。」「在英國舉國哀悼之際，我們謹向英國人民致以深切慰問。」[102][103]另外，不少市民到位於金鐘的英國駐港總領事館外獻花和排隊簽弔唁冊，人龍沿正義道一直排至香港公園茶具文物館附近，長約500米，等候時間約3小時。[104]到9月13日，領事館宣布因應排隊簽弔唁冊人數眾多，將延長開放時間，並加開19日早上9時至中午12時的時段。[105]

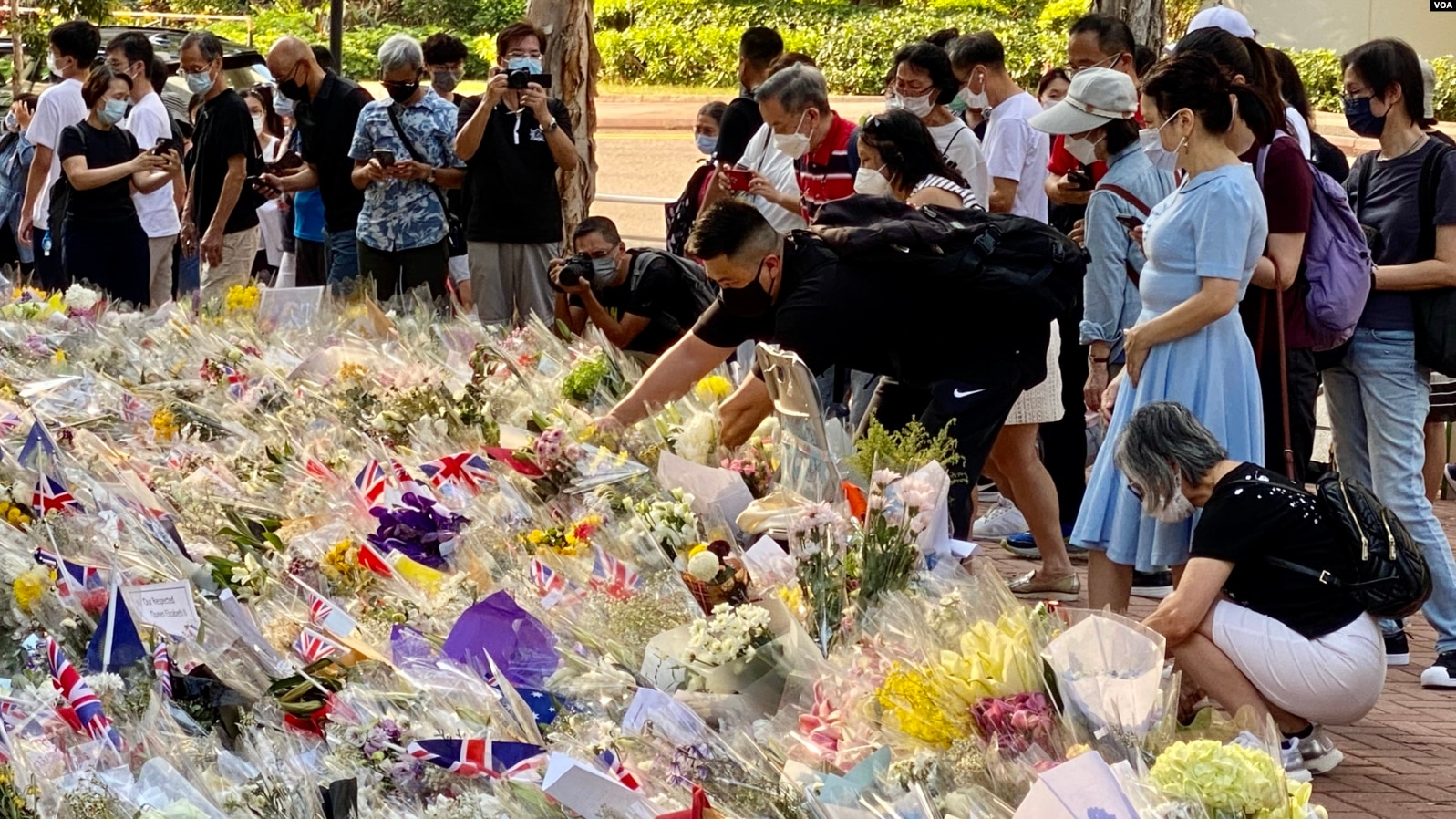
香港人在英國駐香港總領事館外獻花
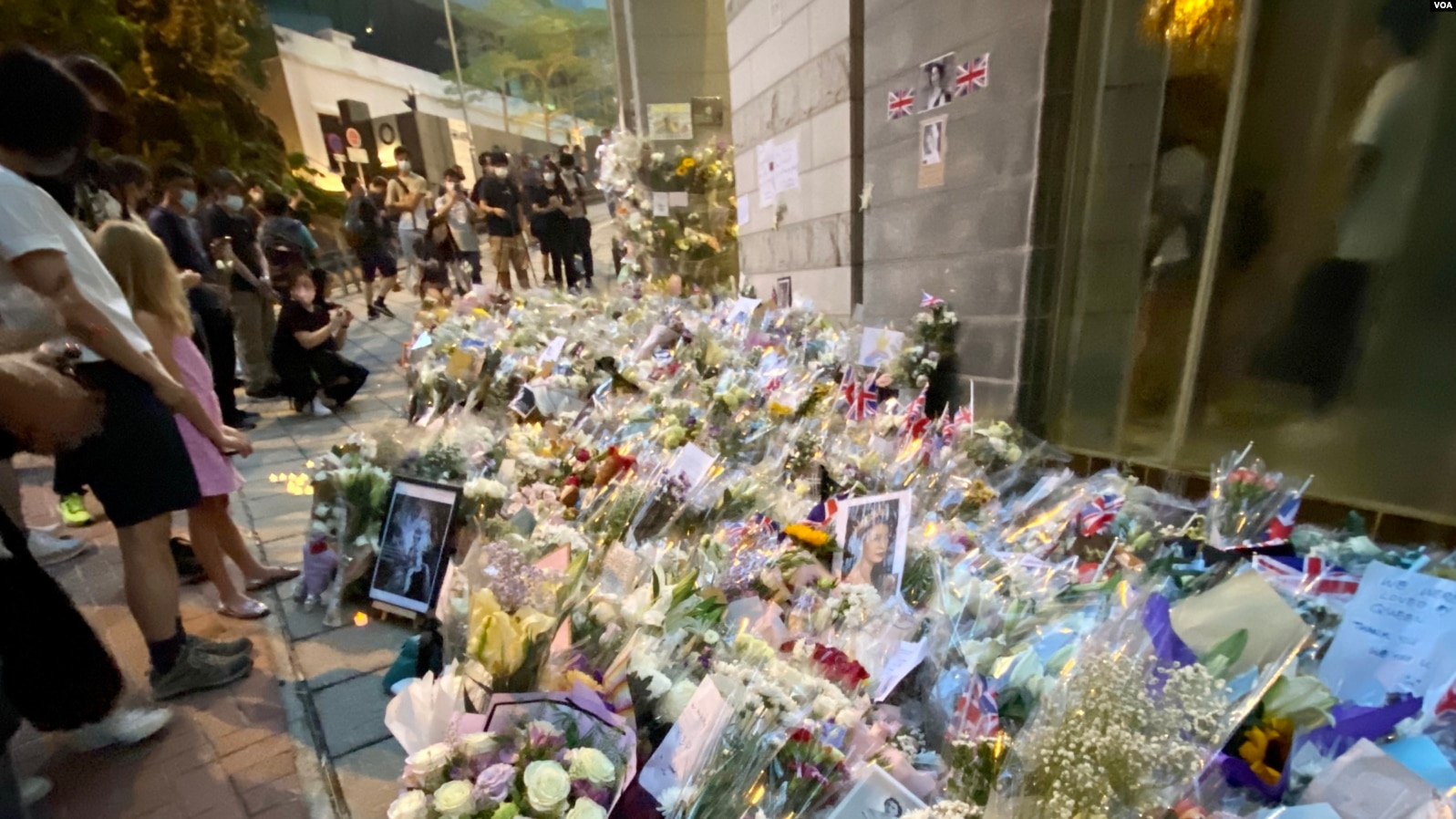
香港人在英國駐香港總領事館外悼念

- 澳門時任行政长官贺一诚发表新闻稿赞扬伊利沙伯二世毕生爱国爱民，深受英国人民敬重和愛戴，并代表澳门政府和以个人名义哀悼伊利沙伯二世逝世和致以慰问。[106] 另外，英國駐香港總領事館於9月14日及15日於澳門馬禮遜教堂設置弔唁冊給澳門人士悼念，而不少市民、甚至帶同小孩到馬禮遜教堂悼念這位英國歷史上在位時間最久的君主。[107]

- 泰國代理總理巴威·翁素萬命令所有政府机构从9月9日起降半旗三天，總理政治事务副秘书长阿努查·布拉帕猜斯里作为總理府的发言人，於次日下午發表了聲明：“泰國政府對女王伊莉莎白二世陛下的逝世表示哀悼，她受到全世界的尊敬和钦佩”。[108]

- 菲律賓總統小费迪南德·马科斯在其官方Facebook上的聲明中写道：“我们怀着深切的悲痛，收到了女王伊莉莎白二世陛下昨天晚上在巴爾莫勒爾城堡去世的消息。她向世界展示了一个真正的君主的伟大尊严、對职责的承诺和對其领域内所有人的奉献。我们和许多在英國生活和工作的菲律宾人一起，虽然不是女王的臣民，但发现我们對她作为女王、母亲和祖母产生了一种巨大的感情。世界失去了一位真正的威严人物，她在她的一生和她作为女王的整个统治期间所展示的威严。”[109][110][111][112]，参议员Joel Villanueva、JV Ejercito、Nancy Binay、Raffy Tulfo、Francis Tolentino和Sonny Angara分别在Twitter上發表文章，對英國女王伊莉莎白二世的去世向皇室、英國人民和英國政府表示哀悼和祈祷，而菲律宾参议院少数党领袖Aquilino Pimentel III表示：“女王陛下不仅仅是一位女王，她是權力、稳定以及最重要的妇女權力的象征。她於1952年登基，受到全世界的庆祝，并成为世界各地妇女领导人的激励。她70年的统治包括加强英國和菲律宾之间的双边關系，菲律宾人民對此非常感激。”；并補充说：“她所建立的遗产将在她的一生中被铭记。此外，皮门特尔还强调了女王對她在位期间在英國工作和生活的菲律宾社区的工作和美德的认可。”[113][112][114]，菲律宾众议院议长Martin Romualdez（英语：Martin Romualdez）向王室、英國人民和英國政府表示哀悼，他说：“我与菲律宾國民一起就英國女王伊莉莎白二世的去世向王室、政府和人民表示衷心和深切的同情。”，并表示“女王對全世界几代公务员起到了激励作用，并记住了女王是一个温和而坚实的稳定之石，在危机时刻表现出优雅和体面的职责”。[111][112]

- 印度尼西亞總統佐科·維多多表示哀悼，他在Twitter上写道：“我對女王伊莉莎白二世的去世深感悲痛，她是一位广受钦佩和喜爱的女王。我向英國皇室、政府和人民表示最深切的同情和衷心的慰问。”[115]，印度尼西亚共和國人民代表会议成员法德利·宗（英语：Fadli Zon）发来唁电，并在其Twitter上發表了一份聲明：“女王伊莉莎白二世安息（RIP），1位女王15位首相，在位70年，作为稳定的灯塔度过了历史上最艰难的时期。”，他说：“她以坚定不移的责任感奉献了自己的一生，可能无私、勇气和其坚韧是對未来领导人的激励”。[116]

- 不丹國王吉格梅·凱薩爾·納姆耶爾·旺楚克和王后吉增·佩瑪表达了他们的哀悼，他们在Instagram上写道，女王激励了“全世界几代人”，将因“她所代表的智慧、优雅、尊严和力量”而被永远铭记。[117]

- 以色列總統艾萨克·赫尔佐格在他的官方Facebook頁面上说：“作为女王陛下长期在位期间的第11任以色列總統，我代表整个以色列國家和人民，向王室、國王和王后、英國人民以及英聯邦所有國家表示哀悼。在她漫长而重要的统治期间，世界发生了巨大的变化，而女王仍然是稳定、负责任的领导的象征，是道德、人性和爱國主义的灯塔。”[118]，總理亞伊爾·拉皮德在其官方社交媒体账户上發表聲明说：“我代表以色列政府和人民，就英國女王伊莉莎白二世陛下的去世向英國皇室和人民表示哀悼。她在领导和服務方面留下了无与伦比的遗产。愿她的记忆能成为一种祝福。”[119]，反對党领袖本雅明·内塔尼亚胡在Twitter上写道：“我的妻子萨拉和我，与所有以色列人民一起，就英國女王伊莉莎白二世的去世向英國人民和王室成员表示哀悼。她是一位富有传奇色彩的君主，是诚信的灯塔，是第二个伊丽莎白时代的管家，将在几个世纪后被人们记住。愿她的记忆得到祝福”。[120]

- 沙烏地阿拉伯國王萨勒曼-本-阿卜杜勒-阿齐兹-沙特向查爾斯三世表示哀悼，他说：“陛下是领导的榜样，将在历史上永垂不朽。”[121]，王储穆罕默德·本·薩勒曼在哀悼中表示：“世界将记住她在整个职业生涯中的巨大影响和伟大事迹”。[121]

- 阿联酋總統穆罕默德·本·扎耶德·阿勒納哈揚向英國皇室和人民表示誠摯的慰问。他稱伊丽莎白女王是“阿联酋的亲密朋友”，他还表示：她是一位“受人爱戴和尊重的领导人，她的长期统治的特点是尊严、同情心和對服務國家的不懈承诺。”[122]。總理穆罕默德·本·拉希德·阿勒馬克圖姆德-阿勒马克图姆也在Twitter上表示哀悼，他说：她是“一个代表她的國家和人民最优秀品质的全球偶像”，“她令人难以置信的一生为英國提供的服務和职责在我们的现代世界是无与伦比的”。[122]

- 约旦國王阿卜杜拉二世表示哀悼，稱女王是：“七十年来智慧的灯塔和有原则的领导”，是“约旦的伙伴和亲爱的家庭朋友”[123][124]，约旦王后拉尼娅将她描述为“无私奉献和坚定承诺的代表，一位体现了忠实和忠诚的君主特质的王后”。[125]

### 非洲
- 埃及總統阿卜杜勒-法塔赫·塞西表示哀悼，他说：“我對英國國家的巨大損失表示哀悼，并對查尔斯國王填补伊莉莎白二世女王留下的空缺的能力充满信心。”，驻埃及的科普特东正教会的主教们，包括教皇塔瓦德罗斯二世和安加洛斯主教（英语：Anba Angaelos）也表示哀悼。說：“科普特东正教会......哀悼英國的伊丽莎白女王，她作为女王在大不列颠的王位上坐了70多年后离开了我们的凡间。在她的统治过程中，女王陛下利用她的地位行善，通过不知疲倦地访问各种慈善机构和组织来为國家服務，为更广泛的社区和最脆弱的群体服務。”，爱资哈尔大酋长艾哈迈德·塔耶布也向查尔斯國王、英國王室和英國人民表示哀悼，并補充说：“这位有影响力的人物一生都在为她的國家服務，并出色地提升了她的人民的生活質素”。 [126]

- 剛果民主共和國總統菲利克斯·齊塞克迪在Twitter上對女王的去世表示悲傷，稱这是“英國和世界的巨大損失”。[127]

### 欧洲
- 法國總統埃马纽埃尔·马克龙在Twitter上發表聲明说：伊莉莎白二世女王陛下70多年来体现了英國國家的团结。“我永遠记得她是法國的朋友，一位心地善良的女王，给她的國家和她的世纪留下了持久的印象。”[128]。埃菲尔铁塔在午夜时分熄燈，向女王致敬。[129]

- 德國联邦议院在当地时间19:38中断了辩论一分钟，以纪念已故英國女王伊莉莎白二世，议员们在座位肅立以示尊敬。[130]
  - 總理奥拉夫·朔尔茨说：“女王是数百万人的榜样和灵感，在德國这里也是如此。她在第二次世界大战的恐怖之后對德英和解的承诺将永远不会被忘记。我们将怀念她，尤其是她美妙的幽默感”。[131]
  - 總統弗兰克-瓦尔特·施泰因迈尔在一份聲明中说：“她的自然權威、她的巨大经验、她的模范履行职责将留在我们的活生生的记忆中。”，他補充说：“二战后，和解的手也是女王的手”。[132]

- 阿尔巴尼亚總理埃迪·拉马在他的Facebook账户上发布了女王的照片，并写道：“再见女王”。總統巴伊拉姆·贝加伊说：“女王伊莉莎白二世陛下的去世，不仅對英國人民，而且對全人类都是一个不幸的消息。一生都在为民族、國家和公民服務！伊莉莎白二世女王是國家的统一者，被广泛接受为英國和世界稳定的象征，帮助她的國家经历了70多年的重大变化，加强了國家认同，提高了地缘政治影响力和國際地位。安息吧，陛下！”。[133]

- 安道尔總理哈維爾·埃斯波特·薩莫拉在Twitter上说：“對於我们这些致力於公共服務的人来说，伊莉莎白二世将永远是责任感、无私精神和尊重机构的典范。今天，安道尔人的感情与英國人民和她担任过國家元首的所有國家的人民在一起”。[134]

- 波斯尼亚和黑塞哥维那主席团主席谢菲克·扎费尔罗维奇（英语：Šefik Džaferović）表示哀悼：“我向大不列颠及北爱尔兰联合王國的皇室、当局和人民表示誠摯的哀悼。我与你们同在，并为你们祈祷”。[135]

- 克罗地亚總理安德烈·普蘭科維奇發表聲明说：“伊莉莎白二世女王陛下是几代人的灵感来源。她的领导和为國家服務的榜样将成为永恒的见证。我向皇室成员和英國人民表示最誠摯的慰问”。[136]

- 丹麦首相梅特·弗雷德里克森写道：“我對伊莉莎白二世女王陛下的去世感到悲痛。女王陛下是她的國家和世界的一个统一的人物。她在不断变化的时代提供了一种稳定的感觉。我们對英國皇室和英國人民、各王國和英聯邦的人民表示同情。我将我國政府和丹麦人民對莉斯-特拉斯首相的衷心慰问送达”。[137]

- 捷克總統米洛什·泽曼表示：他怀着深深的悲痛接受了伊丽莎白去世的消息。他说：“她對君主制的忠诚服務，她巨大的谦逊和高贵将永远留在我们心中。”，總理彼得·費亞拉表示：“我對女王陛下伊莉莎白二世的去世深感悲痛。向皇室和英國人民以及英聯邦人民致以衷心和誠摯的哀悼”。[138]

- 爱沙尼亚總理卡婭·卡拉斯写道：她對伊丽莎白女王的去世深感悲痛，爱沙尼亚与她的人民和皇室一起哀悼。她还说：“她的服務意识和對公共职责的奉献是无与伦比的。这是一个时代的结束，但她的传奇将继续存在并鼓舞人心”。[139]

- 芬兰總統紹利·尼尼斯托写道：他對女王去世的消息深感悲痛。桑娜-马林總理向英國王室以及英國和英聯邦人民表示哀悼。[140]

- 格鲁吉亚總統萨洛梅·祖拉比什维利在Twitter上说：“伊莉莎白二世女王陛下一生都在为她的人民、她的國家和英聯邦做出奉献”，并向王室成员表示哀悼。總理伊拉克里·加里巴什維利在其唁电中表示：“伊莉莎白二世女王陛下是一位领导國家几十年的领导人，受到尊重和崇拜，并将被未来几代人所铭记”。[141]

- 亞塞拜然總統伊利哈姆·阿利耶夫向首相伊丽莎白·特拉斯表示慰问。[142]

- 希腊總統卡特琳娜·萨凯拉罗普卢和總理基里亚科斯-米佐塔基斯通过Twitter表示哀悼，萨凯拉罗普卢稱她是“國家的真正支柱”，她“得到了爱和尊重的回报”。米佐塔基斯表示：她“在整个统治期间表现出的责任、服務和奉献精神不仅是模范的，而且是非凡的”。[143]

- 匈牙利總統卡塔林·诺瓦克（英语：Katalin Novák）在她的官方Facebook账户上表示：“我们向这位女性、这位母亲、这位女王、这位欧洲國家元首说再见了！得知英國女王伊莉莎白二世去世的消息，我深感悲痛，并向皇室成员表示誠摯的哀悼。我们怀着悲痛和敬意向20世纪英國和欧洲历史上最有影响力的人物之一告别。我们匈牙利人从伊莉莎白二世女王那里学到了很多为國家和家庭站起来的经验。我们将在心中珍惜女王陛下的记忆。”[144][145]，總理奧班·維克多在他的Facebook账户上发布了一条简短的匈牙利语信息，翻译过来就是：“上帝保佑伊莉莎白二世女王安息！”女王所附照片的英文标题是：“愿你安息，陛下！”，“上帝保佑伊莉莎白二世女王安息！”女王所附照片的英文标题是：“愿你安息，陛下！”。[146][145]

- 爱尔兰總統麥克·希金斯在一份聲明中说：他得知她去世的消息后，“深感遗憾和深深的个人悲傷”，并對王室成员的損失表示“衷心的同情”。“她對自己角色的个人承诺和非凡的责任感是她担任女王期间的标志，这将在英國历史上占有独特的地位”。[147]

- 意大利總統塞尔焦·马塔雷拉在一份官方聲明中说：“在伊莉莎白二世女王逝世之际，我向女王陛下、王室成员和英國所有公民致以意大利共和國和我國最衷心的慰问。一个杰出的人物进入了历史。她将因其權威的智慧和高度的责任感而被铭记，这首先表现在她以慷慨的精神为英國人民和更广泛的英聯邦家庭服務的漫长人生”。[148]

- 科索沃總理阿尔宾·库尔蒂在Twitter中说：“科索沃人民和我就女王伊莉莎白二世陛下的去世向皇室和英國人民表示最深切的哀悼。她的奉献精神、辛勤工作和谦逊是對我们所有人的激励，尤其是在这个艰难的时期。安息吧”。[149]

- 拉脫維亞總統埃吉尔斯·莱维茨在Twitter上發表了對英國皇室和人民的哀悼，稱“整整几代人都在她的统治下成长起来，今天對这一損失感到非常悲傷。”，總理阿特爾斯·克里斯亞尼斯·卡林斯也表示哀悼，他说：“女王陛下是最鼓舞人心的领导人，她以非凡的奉献精神为人民服務”。[150]

- 立陶宛總統吉塔納斯·瑙塞達在Twitter上表示哀悼，稱她“卓越的70年统治和對人道主义事业的奉献将永远不会被忘记”。[151]

- 卢森堡首相格扎维埃·贝泰尔在其官方Twitter账户中说：“伊莉莎白二世女王在七十年的时间里指导英國，并经历了许多挑战。我们将非常怀念她稳定的领导、激发希望的能力以及對稳定与和平的奉献。我向皇室成员和英國人民表示最深切的同情”。[152]

- 挪威首相約納斯·加爾·斯特勒表示哀悼，并强调她的统治结束是一个漫长的历史性时代和生命的结束。[153][154]

- 荷兰首相馬克·呂特在Twitter上写道：“在她超长的统治期间，她是國家和世界平静和稳定的灯塔，即使是在最大的历史动荡的时刻”。[155]

- 波兰總統安傑伊·杜達在對塞内加尔进行外交访问时，在英國驻达喀尔大使馆的慰问册上做了记录。早些时候，他向皇室和所有英國人民表示了慰问：“几十年来，伊莉莎白二世女王是使英國真正伟大的一切的化身。我们将在波兰和世界各地怀念和纪念她。”，他后来在Twitter上写道：“我對女王陛下的去世向皇室和所有英國人民表示最深切的哀悼。几十年来，她一直是使英國真正伟大的一切的化身。波兰和全世界都会怀念她，并记住她”。[156]

- 羅馬尼亞總統克劳斯·约翰尼斯在Twitter中写道：“女王陛下的统治横跨70年，塑造了现代历史，是忠诚和對公共服務承诺的特殊象征”。并且，“罗马尼亚人与英國人民和王室同在”。[157]

- 俄罗斯總統弗拉基米尔·普京對英國女王伊莉莎白二世的去世表示“最深切的哀悼”。他在给查理三世的公开信中表示：“英國近期历史上最重要的事件都与女王陛下的名字密不可分。几十年来，伊莉莎白二世理所当然地享有她的臣民的爱戴和尊重，以及在世界舞台上的權威。面對这一沉重的、无法弥补的損失，我希望你们有勇气和毅力。我请你向王室成员和全体大不列颠人民转达誠摯的同情和支持”。[158]

- 塞尔维亚總統亞歷山大·武契奇写了一份电报，就英國女王伊莉莎白二世的去世向英國王室和人民表示哀悼。他在电报中说：“女王陛下以其无私的公共服務标志着英國和世界的现代历史，提供了一个如何在最艰难的时期也能扛起领导權和履行职责的榜样。伊莉莎白二世女王明智地、不露聲色地、果断地面對每一个挑战，首先考虑到國家的福利，从而赢得了她的追随者的巨大奉献，同样，也赢得了她在全世界的无数崇拜者。她是她的家庭和整个國家的支柱，几代人都为她奉献”。[159]

- 西班牙首相佩德羅·桑切斯在Twitter上表示哀悼，稱伊莉莎白二世是“欧洲历史的作者”。“我對英國和英聯邦的整个皇室、政府和人民對伊莉莎白二世女王的去世表示哀悼。一个具有全球意义的人物，英國和欧洲历史的见证者和作者。”[160]，首都马德里社区的地区政府主席伊莎贝尔·迪亚斯·阿尤索宣布官方哀悼三天。[161]

- 瑞典首相玛格达莱娜·安德松在一份官方聲明中写道：“我想對伊莉莎白二世女王陛下去世的消息表示悲痛。在我们大多数人活着的时候，她一直是联合王國的一个珍贵的代表和象征，是英聯邦许多國家的國家元首。我今天的思绪自然与女王的家人和英國人民同在，但她的去世是我们所有人的損失”。[162]

- 瑞士總統伊尼亞齊奧·卡西斯在Twitter中写道：“對Elizabeth二世女王的去世深感悲痛。我代表联邦委员会和瑞士人民向王室成员表示誠摯和衷心的哀悼。她将作为一位具有伟大力量和稳定领导力的女性而被铭记”。[163]

- 土耳其總統雷杰普·塔伊普·埃尔多安说：他對伊丽莎白女王的去世感到悲痛，并向“王室和英國人民及政府”表示最深切的慰问。[164]

- 乌克兰總統弗拉基米爾·澤連斯基在Twitter中写道：“我们得知伊莉莎白二世女王陛下去世的消息，深感悲痛。我们代表乌克兰人民，就这一不可挽回的損失向皇室、整个英國和英聯邦表示誠摯的哀悼。我们的思想和祈祷与你们同在”。[165]

- 梵蒂冈的教宗方济各在一份电报中说：“我愿意与所有哀悼她的人一起为已故女王的永远安息祈祷，并向她一生为國家和英聯邦的利益不遗余力的服務、她献身职责的榜样、她對耶稣基督信仰的坚定见证以及她對他的承诺的坚定希望致敬”。[166]

#### 皇家
- 比利时國王菲利普、王后瑪蒂爾德在一份聲明中表示：“我们非常悲痛地获悉伊莉莎白二世女王陛下的去世。她是一个非凡的人物。我们将永远保留對这位伟大女士的美好回忆，她在整个统治期间表现出尊严、勇气和奉献精神。我们的每一次相遇都将永远铭刻在我们的记忆中。联合王國失去了一位在历史上留下深刻印记的杰出君主。我们向皇室成员和英國人民表示最深切的哀悼。女王陛下，请您和您心爱的丈夫一起安息”。[167]
- 丹麦女王瑪格麗特二世是女王的远亲，她在写给英王查爾斯三世的信中说：她“對你亲爱的母亲去世的噩耗深感震惊。您的母亲對我和我的家人非常重要。她是欧洲君主中的杰出人物，是對我们所有人的巨大鼓舞。我们将非常怀念她”。[168]
- 荷兰國王威廉·亚历山大（Willem-Alexander）、王后马克西玛（Máxima）和贝娅特丽克丝公主在荷蘭皇室网站的一份聲明中表示：“我们怀着深深的敬意和极大的爱意缅怀伊莉莎白二世女王。她坚定而睿智，将她漫长的一生奉献给了英國人民。我们感到与英國及其王室有很强的联系，我们与他们一样在这个时候感到悲傷。我们非常感谢我们两國的亲密友谊，伊丽莎白女王为之做出了如此令人难忘的贡献”。[169]
- 挪威國王哈拉尔五世，即女王的第二个表弟，在挪威王室网站上發表聲明表示：“在伊丽莎白女王去世后，我们對國王陛下和最亲近的家人表示哀悼。在整个一个世纪中，女王全身心地投入到她的事业中，并跟随英國人民一起经历了欢乐和悲傷，经历了坎坷和挫折。我们也向英國人民表示哀悼”。[170]
- 羅馬尼亞王室發布一則新闻稿，罗马尼亚的玛格丽特说：伊莉莎白二世女王仍然是她的基本参照物，是她的道德、智力、情感和制度上的支持，她和罗马尼亚的拉杜王子得知她去世的消息后感到无比悲傷。她还给國王查理三世写了一封信。[171]
- 南斯拉夫王储亚历山大在塞尔维亚王室的网站上發表聲明表示：「我怀着极大的悲傷和难过的心情收到了關於我亲爱的教母伊莉莎白二世陛下去世的消息。我与我的妻子凯瑟琳王妃和我的家人一起向全能的上帝祈祷，希望她在他的王國里得到永远的安宁，并向我亲爱的表兄弟、查爾斯三世國王陛下和英國王室的所有其他成员表示最深切的哀悼。在这个困难的时刻，我与他们一样感到悲痛。」，他还補充说：“我将永远深情地记住她伟大的精神、智慧和勇气。众所周知，教母和教父對我们塞尔维亚人来说是多么重要，那是一种特殊的、神圣的纽带，这就是为什么这對我来说是如此困难和艰难。她为國家和人民服務的奉献精神是君主在当今世界上的作用的一个光辉典范。她的人民和世界上所有有幸认识这位了不起的女性的人都会深深地怀念她，她是一个榜样，也是一种激励”。[172]
- 西班牙國王费利佩六世在女王去世两小时后發表了他的第一个公开反应。他说：“伊丽莎白女王将作为有史以来最好的女王之一被记住，因为她的尊严、责任感、勇气和對她的人民始终如一的奉献”。[173]
- 瑞典國王卡尔十六世·古斯塔夫在瑞典王室网站上發表聲明说：“我的家人和我得知我亲爱的亲戚伊莉莎白二世女王陛下去世，深感悲痛。女王以杰出的奉献精神和职责为她的國家和英聯邦服務。她不仅在英國社会中，而且在國際上也一直存在。她一直是我的家人所珍视的，也是我们共同的家族历史中的一个宝贵环节。我们向女王陛下的家人和她的人民表示衷心的慰问”。[174]

### 北美洲
- 美國總統乔·拜登和第一夫人吉尔·拜登，以及副總統賀錦麗和第二先生任德龙在女王去世后分别在Twitter上發表了聲明。此外，许多美國州长，包括紐約州長凱西·霍赫爾和新澤西州長菲爾·墨菲也發表了聲明。前總統唐纳德·特朗普、巴拉克·奥巴马、乔治·布什、比尔·克林顿和吉米·卡特等人也發表哀悼聲明。國家美式足球聯盟（NFL）宣布他们将在NFL开球赛之前为女王默哀。[175]

- 墨西哥總統安德列斯·曼努埃尔·洛佩斯·奥夫拉多尔在社交媒体上發表聲明说：“我就英國君主和14个独立國家的君主伊莉莎白二世的去世向英國人民表示哀悼。我也向她的家人、朋友和王室成员广泛表达了这一点”。[176]

- 古巴共产党第一书记、古巴國家主席米格尔·迪亚斯-卡内尔在Twitter上發表聲明说：“我们非常遗憾地获悉英國女王伊莉莎白二世陛下逝世的消息。我代表古巴人民和政府，向查尔斯王子殿下、王室其他成员以及英國人民和政府表示最深切的哀悼。”，作为對她去世的回应，古巴宣布在9月9日上午6点至午夜12点进行正式的哀悼，在公共建筑和军事设施的古巴國旗下半旗。[177]

- 萨尔瓦多總統納伊布·布克萊在Twitter上表示，他和他的妻子加布里埃拉向英國人民和皇室表达了他们“最深切的同情”。他補充说：“女王陛下的遗产将永远是我们同情、团结和服務等共同价值观的试金石”。[178]

### 南美洲
- 巴西總統雅伊爾·博索納羅在Twitter上向女王表示敬意，并在女王去世后宣布巴西全國哀悼三天。巴西前總統和工人党目前的總統候选人路易斯·伊纳西奥·卢拉·达席尔瓦在他的instagram上分享了一份遗憾的说明，他分享了他与君主的经历，并强调了她的力量；与博尔索纳罗不同，卢拉已经在两种情况下访问过女王，一次是作为國家元首，另一次是作为巴西在G20的代表。在宣布全國哀悼期后，救世基督像被照成了英國國旗的颜色。[179]

- 智利政府在Twitter上的官方账户写道：“我们向英國和英聯邦國家的人民以及英國皇室表示誠摯的慰问”。[180]

- 阿根廷總統府在Twitter上的官方账户写道：“阿根廷政府就英國國家元首伊莉莎白二世女王的去世向英國人民和政府致敬并表示陪伴”。[181]

- 哥伦比亚總統古斯塔沃·佩特罗在女王去世后在Twitter上向她表示哀悼。前總統胡安·曼努埃尔·桑托斯向王室表示慰问，前總統阿爾瓦羅·烏里韋·貝萊斯也在Twitter上写道，女王”保护民主70年，（她）保护民主70年，帮助巩固前英國殖民地的独立，并确保和维持英聯邦与主權國家的一体化”。[182]

- 委內瑞拉總統尼古拉斯·马杜罗在他的Twitter账户表示哀悼。他说：“向王室、英國和英國人民表示哀悼。愿她的灵魂得到安宁！”。[183]

- 厄瓜多尔總統吉列尔莫·拉索在其Twitter账户上说：“對伊莉莎白二世女王的去世感到沮丧，她的长期生活和为人民服務的奉献精神作为一个典范的统治被载入史册，我向她的子孙、王室、政府和联合王國的人民表示哀悼。在她的坟墓里，请安息”。[184]

- 秘鲁總統佩德罗·卡斯蒂略在他的Twitter账户上写道，他和秘鲁人民代表王室发来了哀悼。此外，他还说：“她以服務和领导为天职的遗产将留在历史中”。[185]

- 乌拉圭外交部發表聲明：代表政府和乌拉圭人民對女王的去世表示“誠摯的哀悼”。此外，它宣布乌拉圭“今天与英國人民一起悲痛，向一位令人难忘的政治人物致敬”，她在位期间“为她的國家带来了稳定，并面對全球政治和经济挑战”，“坚定地致力於为她的國家服務”。[186]

## 國際組織
- 聯合國秘书长安东尼奥·古特雷斯發表聲明，强调并赞扬了伊莉莎白二世女王的统治时间以及她的优雅、尊严和對职责的奉献，以及她作为联合國的好朋友的地位。[63]大会为她默哀了一分钟。[187]此外，聯合國在紐約及日內瓦的辦事處同時下半旗向英女王誌哀。[188]

- 欧盟委员会主席乌尔苏拉·冯德莱恩在Twitter上说：“我非常悲痛地获悉英國女王伊莉莎白二世陛下的去世。她是世界上任职时间最长的國家元首，也是全世界最受尊重的人物之一。我向皇室和英國人民表示衷心的哀悼”。[189]此外，歐盟在比利時布魯塞爾的總部外亦下半旗向英女王誌哀。[188]

- 北大西洋公约组织秘书长延斯·斯托尔滕贝格在Twitter上说：“對伊莉莎白二世女王陛下的去世深感悲痛。70多年来，她是无私领导和公共服務的典范。我向皇室、我们的北约盟國英國和加拿大以及英聯邦人民表示最深切的慰问”。[190]另外，他與美國國務卿布林肯，在布魯塞爾召開記者會，宣布所有30個成員國都會下半旗，向逝世的英女王伊利沙伯二世致哀。[191]

- 英聯邦秘书长施佩雅说：“女王陛下热爱英聯邦，英聯邦也热爱她。在她的统治期间，她的旅行比历史上任何一位君主都多，她访问了我们國際大家庭的每一个部分。我们现代英聯邦的发展和活力是她的功劳，也是她的奉献精神、智慧和领导力的证明”。[192]